# 海老ヶ池

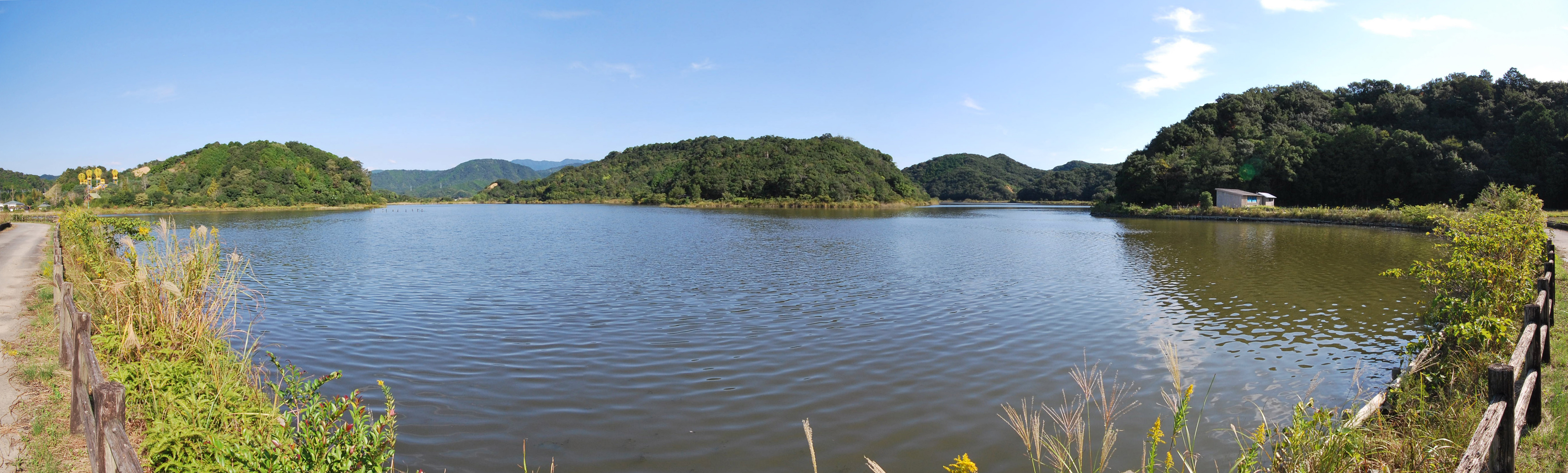
海老ヶ池（南西端より）

海老ヶ池（えびがいけ）は、徳島県海部郡海陽町の室戸阿南海岸国定公園内にある県内最大の湖。面積は18ha。四国地方で唯一の天然湖（国土交通省のコード登録湖沼）である。

## 概要
1609年（慶長14年）に起こった慶長の大地震により、海岸線に近い一帯が隆起して湖が誕生する。海老ヶ池という名前の詳しい由来は不明。
また湖の周りには浅川湾岸まで続く遊歩道が設けられており、自然を満喫することができる。
湖の西側には海老ヶ池園地、南阿波ピクニック公園、蛇王運動公園、まぜのおかオートキャンプ場、海南文化村が併設されている。

## 海老ヶ池の大蛇
土佐国で庄屋を営んでいる夫婦が、子どもを授かりたいと、阿波国一の湖である海老ヶ池に訪れた際、腹痛を起こし、土佐に戻って女児を産み、玉枝と名づけた。
しかし、この女児の正体が大蛇であることがわかり、玉枝は育ててくれた礼を言って、空へと舞い上がっていった。
その後、海老ヶ池に戻った玉枝は、毎年大晦日になると、嵐を起こしながら着物を干しに池の端まで上がって来ると云われている。